# Đăk Ngọk
Đăk Ngọk là một xã thuộc huyện Đăk Hà, tỉnh Kon Tum, Việt Nam.

## Địa lý
Xã Đăk Ngọk nằm ở trung tâm huyện Đăk Hà, có vị trí địa lý:
- Phía đông giáp các xã Ngok Wang, Đăk Ui
- Phía tây giáp thị trấn Đăk Hà và xã Đăk Mar
- Phía nam giáp xã Hà Mòn và thị trấn Đăk Hà
- Phía bắc giáp xã Đăk Ui.

Xã Đăk Ngọk có diện tích 39,17 km², dân số năm 2019 là 4.163 người, mật độ dân số đạt 106 người/km².

## Lịch sử
Trước năm 2013, địa bàn xã Đăk Ngọk là một phần của xã Ngok Wang và thị trấn Đăk Hà.
Ngày 20 tháng 12 năm 2013, Chính phủ ban hành Nghị quyết 126/NQ-CP về việc điều chỉnh địa giới hành chính để thành lập mới 2 xã thuộc huyện Đắk Hà, 3 xã thuộc huyện Sa Thầy và mở rộng địa giới hành chính phường Ngô Mây thuộc thành phố Kon Tum, tỉnh Kon Tum. Theo đó, thành lập xã Đăk Ngọk trên cơ sở:
- Điều chỉnh 1.604,69 ha diện tích tự nhiên, 635 nhân khẩu của xã Ngọk Wang
- Điều chỉnh 1.270 ha diện tích tự nhiên, 1.246 nhân khẩu của xã Đăk Ui và 1.042,7 ha diện tích tự nhiên, 2.391 nhân khẩu của thị trấn Đăk Hà.

Xã Đăk Ngọk có 3.917,39 ha diện tích tự nhiên và 4.272 nhân khẩu.